# Marc Lépine
Pour les articles homonymes, voir Lépine.
Marc Lépine, né Gamil Gharbi le 26 octobre 1964 à Montréal et mort dans la même ville le 6 décembre 1989 , est un terroriste canadien du Québec. 
Il est l'auteur de la tuerie de masse de l'École polytechnique de Montréal survenue le 6 décembre 1989. Ce jour-là, il assassine 14 femmes, 13 étudiantes et une secrétaire, et fait 14 blessés, dont 11 femmes. Il se suicide ensuite, laissant une lettre dans laquelle il explique son acte pour des motifs antiféministes.

## Biographie
Marc Lépine est né sous le nom de Gamil Rodrigue Liass Gharbi, d'une mère québécoise, Monique Lépine (née en 1937), et d'un père algérien, Rachid Liass Gharbi. Il a une sœur cadette : Nadia (1967-1996). Les deux enfants grandissent avec un père violent et jaloux qui maltraite sa famille. Alors que Marc a sept ans, ses parents se séparent, celui-ci et sa sœur vivent ensuite avec leur mère. Ils voient d'abord leur père sous supervision (ayant tous deux très peur de lui), mais les visites ont pris fin très rapidement, le père ayant cessé les contacts avec les enfants peu après la séparation. Lui et sa sœur ne revirent plus jamais leur père et refuseront de parler de lui à l'avenir. En 1978, il remplace son nom de Gamil Gharbi par celui de Marc Lépine, notamment, selon sa mère : « parce qu'il en avait marre de se faire traiter d’Arabe par d’autres ados ».
Durant l'hiver 1980-1981, il tente d'entrer dans les Forces armées canadiennes, mais, selon sa lettre de suicide, il n'est pas admis en raison de son attitude « antisociale ». 
Il commence ses études collégiales en sciences pures en 1982, mais change après la première année pour un programme de technologie de l'électronique, qu'il abandonne au dernier semestre sans donner d'explication,,. Lépine est admis à l'École polytechnique de Montréal en 1986, à la condition qu'il complète deux cours supplémentaires au collège. Il en complète un des deux durant l'hiver 1989,,.
La brève biographie que la police a publiée de lui après les événements le décrit comme un être intelligent, mais troublé. Selon sa mère, dans la biographie en 2008 Vivre, elle décrit ses enfants complètement à l'opposé, son fils est très secret et très introverti, tandis que sa fille est très extravertie et avec un très fort caractère. Cette dernière, Nadia Gharbi est morte, après des années d'abus d'alcool et de drogues, d'une overdose en 1996 un mois avant ses 29 ans. Sa mère a dû prendre la décision de la débrancher, à l'Hôpital Notre-Dame,.

## Influence chez les masculinistes
Les motivations antiféministes de Marc Lépine auraient été reprises par des hommes masculinistes pour défendre leurs positions. La sociologue Mélissa Blais, relate notamment que le militant masculiniste Peter Zohrab croit que « la solution de Marc Lépine pourrait devenir la voie du futur » et des blogs québécois[Lesquels ?] ont pu parler du 6 décembre, date de la tuerie, comme de la « Saint-Marc ». Une admiration au sein des milieux masculinistes québécois a également été mise en avant dans le documentaire La Domination masculine (2009). Le réalisateur du film, Patric Jean, doit d'ailleurs annuler en 2009 sa venue au Québec sous la menace de groupes masculinistes[Lesquels ?].
De façon plus générale, la chercheuse Mélissa Blais relève dans les articles de l'époque plusieurs mentions d'une sympathie pour Marc Lépine, par exemple dans un groupe[Lequel ?] d'aide pour les hommes violents. Sur un plus long terme, la mémoire de Marc Lépine a aussi été commémorée, au cours des années 1990, par des militaires du Régiment aéroporté canadien  basé à Petawawa.
Au Québec, Donald Doyle menace ainsi en 2005 des groupes de femmes de « finir le travail » de Lépine et en 2006, Mario Morin bloque à Montréal le pont Jacques-Cartier et s'identifie à Lépine en menaçant de faire exploser des centres jeunesse. Aux États-Unis, la référence à Lépine est également faite en 2014 pour menacer l'Utah State University du « plus grand massacre de l'histoire américaine » si la féministe Anita Sarkeesian n'annule pas sa venue. Plus récemment, le blogueur antiféministe Jean-Claude Rochefort a été arrétê en 2019 et reconnu coupable d'incitations à la haine contre les femmes en 2023 pour ses posts faisant un décompte célébrant le 30ème anniversaire de la tuerie. 

## FilmPolytechnique
La tuerie de l'École polytechnique de Montréal a fait l'objet d'une adaptation cinématographique réalisée par Denis Villeneuve et sortie en salles le 6 février 2009. Marc Lépine est incarné par l'acteur Maxim Gaudette.